# Astrid Demeure
Astrid Demeure (Sint-Truiden, 19 december 1986) is een Vlaamse producer en presentatrice. Ze was lange tijd te zien op de muziekzender TMF en ze werkte 12 jaar bij de radiozender MNM. Sinds 2024 is ze te zien als sportanker bij Sporza op de openbare omroep VRT. 

## Biografie
Na haar middelbare studies Woordkunst - Drama aan het Lemmensinstituut, volgde Demeure van 2005 tot 2007 een opleiding Woord aan het Herman Teirlinck Instituut, waarna ze stage liep bij Q-Music en MTV Networks.
Na een kort avontuur bij productiehuis De Filistijnen, ging Demeure in 2008 aan de slag bij MTV Networks, als vj op TMF. Tussen 2008 en 2011 presenteerde ze verschillende programma's, waaronder WTF?!, en was ze actief achter de schermen.
Vanaf september 2011 ging ze aan de slag bij radiozender MNM. Daar presenteerde ze MNM Request op donderdag en Saturday Pop-Up en Sunday Pop-Up in het weekend. Vanaf het najaar van 2012 presenteerde ze Urbanice (samen met Brahim Attaeb) op donderdag. Demeure presenteerde ook nog een tijd lang de MNM Dance 50 op vrijdagavond en Weekend Astrid.
In 2012 was ze te zien als "proefkonijn" in het Eén-programma Ook getest op mensen.
In de zomer van 2015 presenteerde ze Astrid Afterwork op MNM. Tussen eind 2015 en de zomer van 2016 was Astrid presentatrice van Sing Your Song in de week. Vanaf oktober 2016 presenteerde ze het weekendprogramma MNM Rewind. Tijdens schoolvakanties nam Demeure regelmatig De Avondshow voor haar rekening. Nadien presenteerde ze in de namiddag en later tussen 12 en 13 uur Astrid op de middag. In 2022 presenteerde ze samen met Dorianne Aussems MNM Straathelden. Op donderdag 14 december 2023 presenteerde Demeure voor de laatste keer op MNM.
Sinds 2020 is Demeure ook bezig met sportverslaggeving op de radio. Dat deed ze samen met Joris Brys in de podcast Fichebak van Sporza en sinds december 2021 presenteert ze de zaterdagavonduitzendingen van Sporza Radio. Tijdens het WK voetbal in 2022 presenteerde Astrid mee de radiouitzendingen vanuit het Wintercircus in Gent. In 2023 presenteerde ze voor MNM en Sporza de podcast Net Niet op VRT MAX. Vanaf 2024 ging ze voltijds voor Sporza werken. Demeure is er sinds 22 februari 2024 een van de gezichten van de sportrubriek in het VRT NWS journaal.

## Presentatie TMF
- Most Played Top 20 (2008-2011)
- No Guts, No Glory (2011)
- Rate The VJ (2011)
- TMF Awards 2008
- TMF Awards 2009
- Ultratop 50 (2008-2011)
- Wereldhit (2011)
- What The F*ck?! (2008-2011)

## Presentatie MNM
- MNM Request (2011-?)
- Saturday Pop-Up (2011-?)
- Sunday Pop-Up (2011-?)
- Urbanice (2012-?)
- MNM Dance 50
- Weekend Astrid
- Astrid Afterwork (2015)
- Sing Your Song (2015-2016)
- MNM Rewind (2016-?)
- De Avondshow
- Astrid op de middag (2018-2023)
- MNM Straathelden (2023)

## Presentatie Sporza
- Fichebak (podcast) (2020)
- Sporza Radio (2021-heden)
- Net Niet (op VRT MAX) (2023)
- VRT NWS journaal (als sportanker) (2024-heden)
- Daily (podcast) (2024-heden)

## Andere verschijningen
- Zot van Vlaanderen (2011) - VTM
- Ook getest op mensen (2015) - Eén